# Haus der Jugend Melle

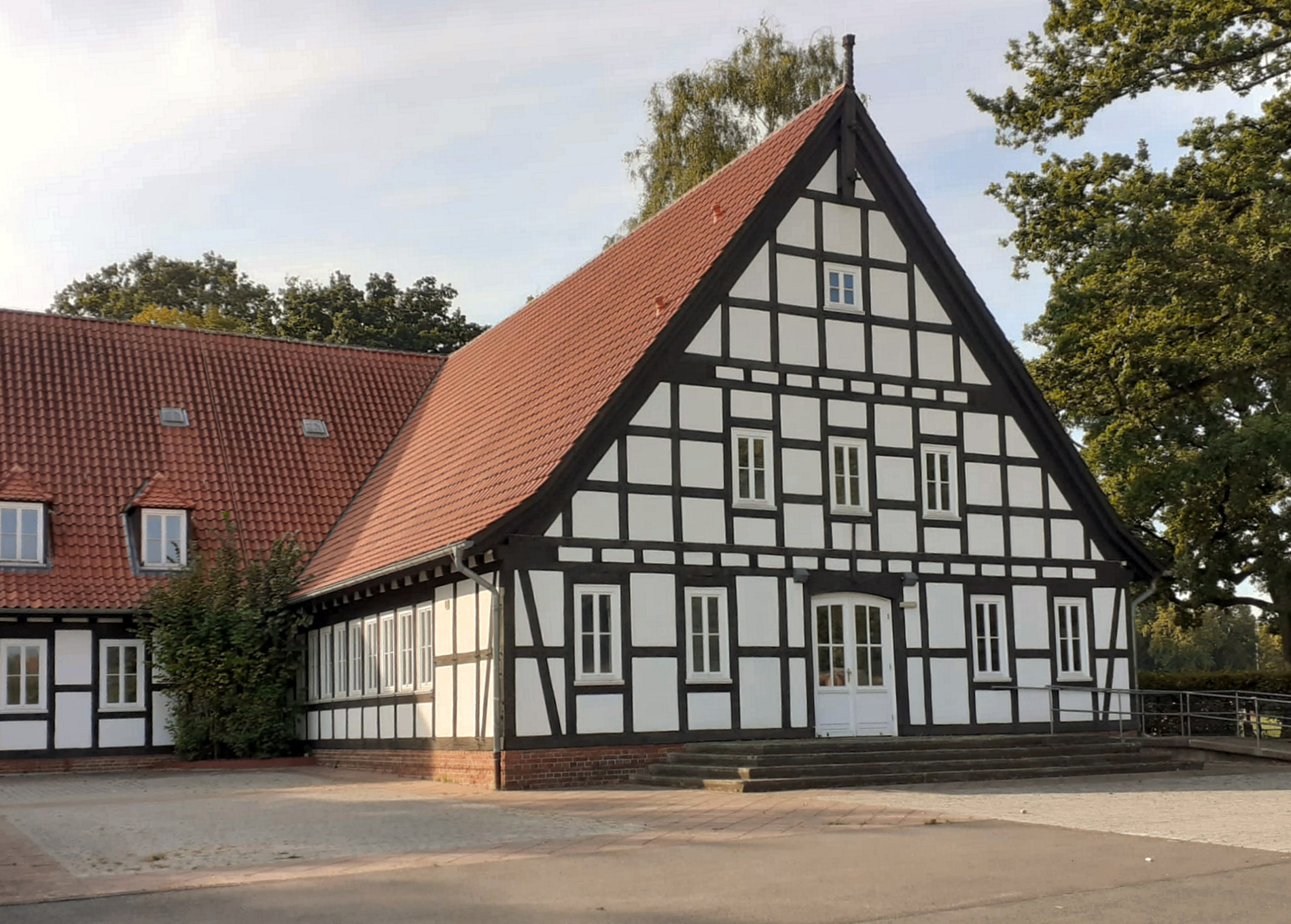
Haus der Jugend Melle (2023)

Das ehemalige Haus der Jugend Melle, auch Hermann-Göring-Heim Melle, später Jugendherberge Melle mit Feierhalle Grönenburg, ist ein unter Denkmalschutz stehendes Gebäude in der niedersächsischen Stadt Melle im Landkreis Osnabrück, Friedrich-Ludwig-Jahn-Straße 1. Es wurde 1937  im Heimatschutzstil als Heim der Hitlerjugend mit Feierhalle sowie als Jugendherberge fertiggestellt. Geplant ist ein Umbau zur Kindertagesstätte.

## Lage

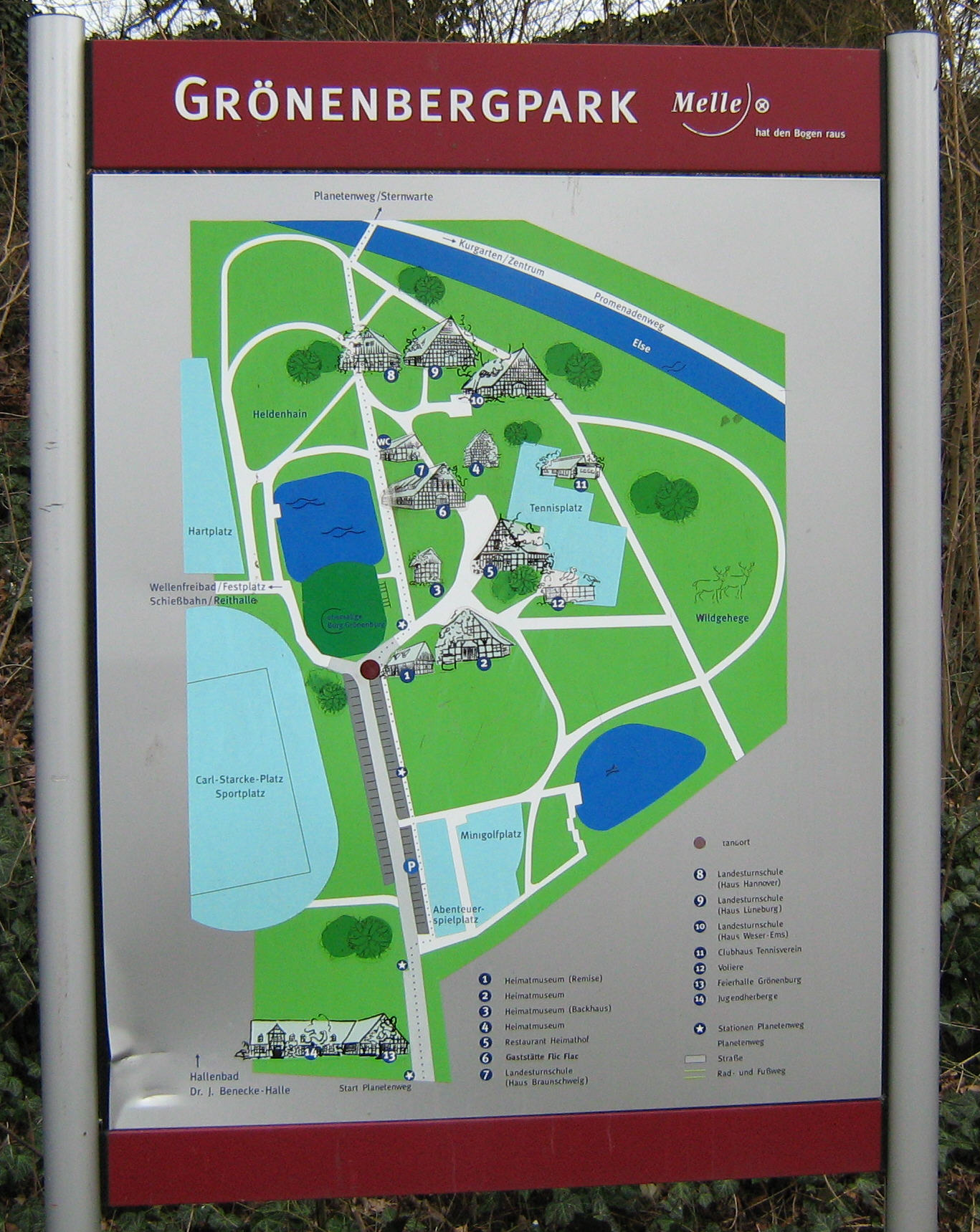
Lageplan des Grönenbergparks (Haus der Jugend Melle bezeichnet als Feierhalle Grönenburg und Jugendherberge, Nr. 13 und Nr. 14, unten links)

Das Gebäude steht am nordwestlichen Rand des Stadtgebietes, in der Nähe des Wellenbads, zahlreicher Sportplätze und der ehemaligen Burg Grönenberg im Grönenbergpark. Im Park ist die Landesturnschule Melle in Fachwerkgebäuden (ebenfalls im Heimatschutzstil) untergebracht. Das Grönegaumuseum befindet sich dort in translozierten historischen Gebäuden. Der Verlauf der Else trennt den gesamten Bereich von landwirtschaftlich genutzten Flächen.

## Geschichte
Einweihung des Hermann-Göring-Heims 1937

Link zum Bild

Am 8. März 1936 beschloss der Rat der Stadt Melle die Errichtung des Gebäudes als „Haus der Jugend“ (Heim der Hitlerjugend mit Jugendherberge). Am 31. Oktober 1937 wurde es als Hermann-Göring-Heim Melle im Rahmen einer nationalsozialistischen Großveranstaltung mit mehr als 10.000 Menschen eröffnet. Als ranghohe Gäste waren Gauleiter Carl Röver und Reichsjugendführer Baldur von Schirach anwesend. Sie wurden im Anschluss an die Veranstaltung im Rathaus der Stadt zu Ehrenbürgern von Melle ernannt. Hermann Göring wurde in Abwesenheit ebenso geehrt.
Das Gebäude wurde für regelmäßige Treffen der Hitlerjugend und des Bundes Deutscher Mädel (BDM) genutzt, außerdem als überörtliche Gebietsführerschule sowie als Veranstaltungsort für Lesungen und Konzerte. Im Saal fanden Festveranstaltungen statt. Nach dem Zweiten Weltkrieg beschlagnahmte die Besatzungsmacht das Gebäude bis 1949.
Die später wiedereröffnete Jugendherberge verfügte über 83 Betten in 21 Schlafräumen mit Zwei- bis Siebenbettzimmern und war ganzjährig geöffnet. Als der Betrieb unwirtschaftlich geworden war, wurde sie 2013 geschlossen.
Nach der Aufgabe der Jugendherberge gab es Überlegungen, dort eine Berufsakademie der Fachrichtung Holz unterzubringen. In einer Zwischennutzung diente das Gebäude als Verwaltungsgebäude und Mensa der Grönenbergschule. Schließlich wurde die Umnutzung zu einer Kindertagesstätte beschlossen. Drei Gruppenräume und ein Spielflur sollen im Erdgeschoss der ehemaligen Feierhalle entstehen. Geplant ist weiter ein Zwischengeschoss mit einem Bewegungsraum, einem Speiseraum für die Kindertagesstätte, zwei Speiseräumen für die Kinderkrippe sowie Personal- und Funktionsräumen. Im Sommer 2023 erwartete man nach Bauzeitverzögerungen infolge statischer Probleme und vorher unbekannter Schadstoffbelastungen die Eröffnung für Herbst 2025.

## Gestaltung

### Entwicklung des Bautyps
Soziale Kontrolle in der Jugendbildungsarbeit wurde in der Zeit des Nationalsozialismus auch über die Architektur ausgeübt. Mit Neubauten für HJ-Heime und NS-Jugendherbergen sollte die Jugendbewegung der 1920er Jahre neu gelenkt werden. 1936 erfolgte innerhalb der Reichsjugendführung die Gründung des Arbeitsausschusses für die HJ-Heimbeschaffung, dem Baldur von Schirach den Bau von HJ-Heimen und HJ-Führerschulen im gesamten Gebiet des Reichs übertrug. Der Ausschuss sollte jedoch nicht wie ein Planungsbüro selbst planen und bauen, sondern nationalsozialistisch gesinnte, freiberuflich tätige Architekten beauftragen. Der Arbeitsausschuss entwickelte Gestaltungsgrundsätze, schulte die Architekten und veröffentlichte 1937 und 1938 die zweibändigen Werkhefte für den Heimbau der Hitlerjugend. In Form eines Bauhandbuchs wurden darin als vorbildhaft angesehene Planungsbeispiele in Wort und Bild präsentiert. Die Baugestaltung griff auch auf ältere Theorien des Deutschen Bundes Heimatschutz zurück. Die Bauten sollten sich in die Landschaft einfügen, über eine einfache und klare Architektursprache verfügen und die regionale, handwerklich orientierte Baukunst in zeitgemäßer Form aufgreifen. Typische Bauformen regionaler Bauernhäuser galten als Vorbilder für die HJ-Heime. Während der Planung und nach der Ausführung wurde das von Hanns Dustmann mit Robert Braun entworfene Haus der Jugend in Melle vielfach als vorbildlicher Musterbau veröffentlicht.

### Raumprogramm
Es wurde grundsätzlich zwischen dörflichen Kleinheimen und kleinstädtischen Heimen in Orten mit über 3.000 Einwohnern unterschieden. Das Standard-Raumprogramm eines HJ-Heims umfasste sogenannte Scharräume (Gruppenräume) mit langgezogenen Tischen und Sitzgelegenheiten für 40 Jungen und Mädchen, einen Schrank mit sechs Schließfächern, Spinde für Sportgeräte und Bücher sowie eine Sitzecke (Raumgröße je 50–60 qm). Ein Führerzimmer mit Schreibtisch, Schrank und Besprechungsecke war auch für kleine Heime gefordert. Eingangshalle oder Flur sollten großzügig bemessen werden, damit auch Appelle stattfinden konnten. Dort sollten Fahnen und Wimpel aufbewahrt werden. Zum erweiterten Raumprogramm gehörten ein Werkraum für Mädchen und Jungen, der Fahrradabstellraum sowie Umkleiden und Duschen für die Sportbereiche im Freien. Sportplätze, Turnhallen, Badeanstalten etc. sollten in weiteren Bauabschnitten ergänzt werden.
Für Jugendherbergen waren fünf Raumgruppen vorzusehen: Die erste umfasste Tagesräume, Schulungsräume, Selbstversorgerküche und Nebenräume. Zur zweiten gehörten Schlafräume und Nebenräume. Die Wohnung für Herbergseltern bildeten die Raumgruppe drei. Der Wirtschaftsbereich mit Küche / Essensausgabe, Spüle, Speisekammer und Nebenräumen wurde als Wirkungsort der Herbergsmutter angesehen. Raumbereich fünf war die Anmeldung als Wirkungsort des Herbergsvaters. Die Herbergen sollten strikt von den HJ-Heimen getrennt werden.

### Äußere Gestaltungselemente
Das Haus in Melle nimmt mit seinem langgezogenen Grundriss, dem großen und bis auf die Erdgeschossfenster heruntergezogenen Satteldach, dem Sichtfachwerk und dem niedrigen Steinsockel die Bauform des Niederdeutschen Hallenhauses auf. Es gleicht auf den ersten Blick regionalen Bauernhäusern. Entsprechend den Leitsätzen der NS-Bautypen wurden gleichzeitig Architekturelemente verwendet, die nicht der Tradition entsprachen. Der zweigeschossige Dacherker mit dem Eingang zur Jugendherberge ist für regionale Hallenhäuser untypisch. Da die Dächer der Bauernhäuser früher als Erntespeicher dienten, gab es dort üblicherweise auch keine Dachgauben. Fensterbänder, wie sie zur Belichtung des nationalsozialistischen Festsaals dienten, sind ein modernes Bauelement. Das traditionelle Tor zur Diele, durch das auch Fuhrwerke ins landwirtschaftliche Gebäude fahren konnten, fehlt am Dustmann-Bau. Der angewinkelte Grundriss des HJ-Heims fasst den davor liegenden Appellplatz und entspricht ebenfalls nicht der Bauform eines Hallenhauses.

Vergleich der äußeren Gestaltungselemente mit regionalen Bauernhäusern
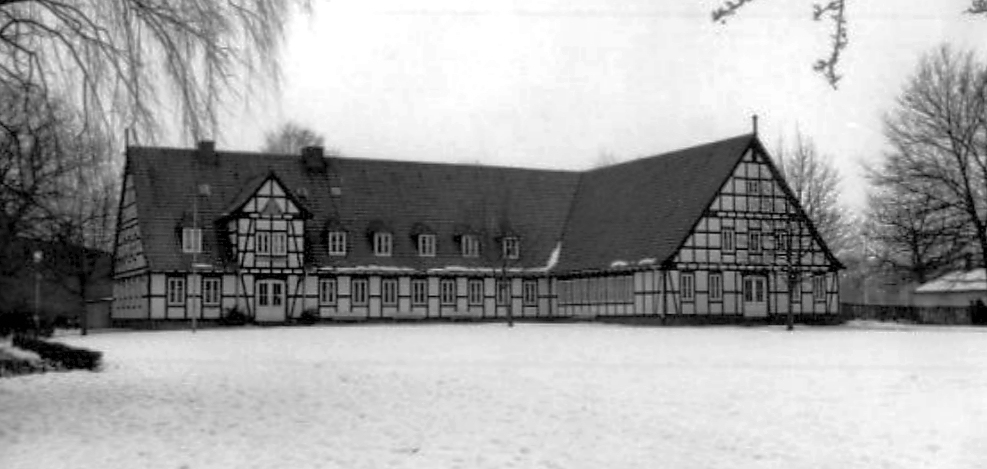
Ehemaliges Hermann-Göring-Heim Melle (Foto 1979) mit winkelförmigem Grundriss, zweigeschossigem Dacherker, Gauben, Fensterband sowie Giebelgliederung
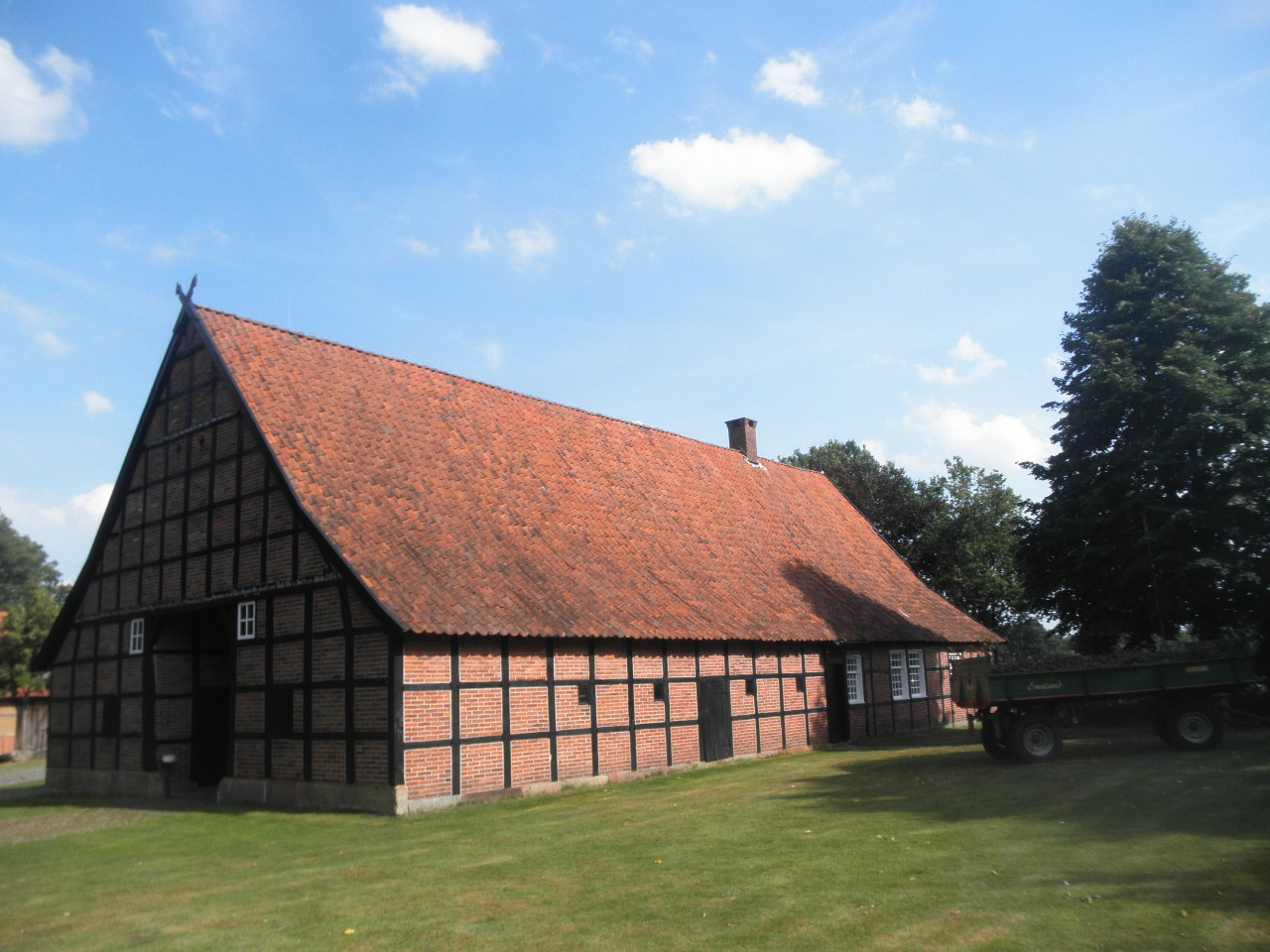
Gebäudeform: Traditionelles Hallenhaus (Heimathof Emsbüren) auf Rechteckgrundriss mit ungegliedertem Dach und traditionellem Giebel
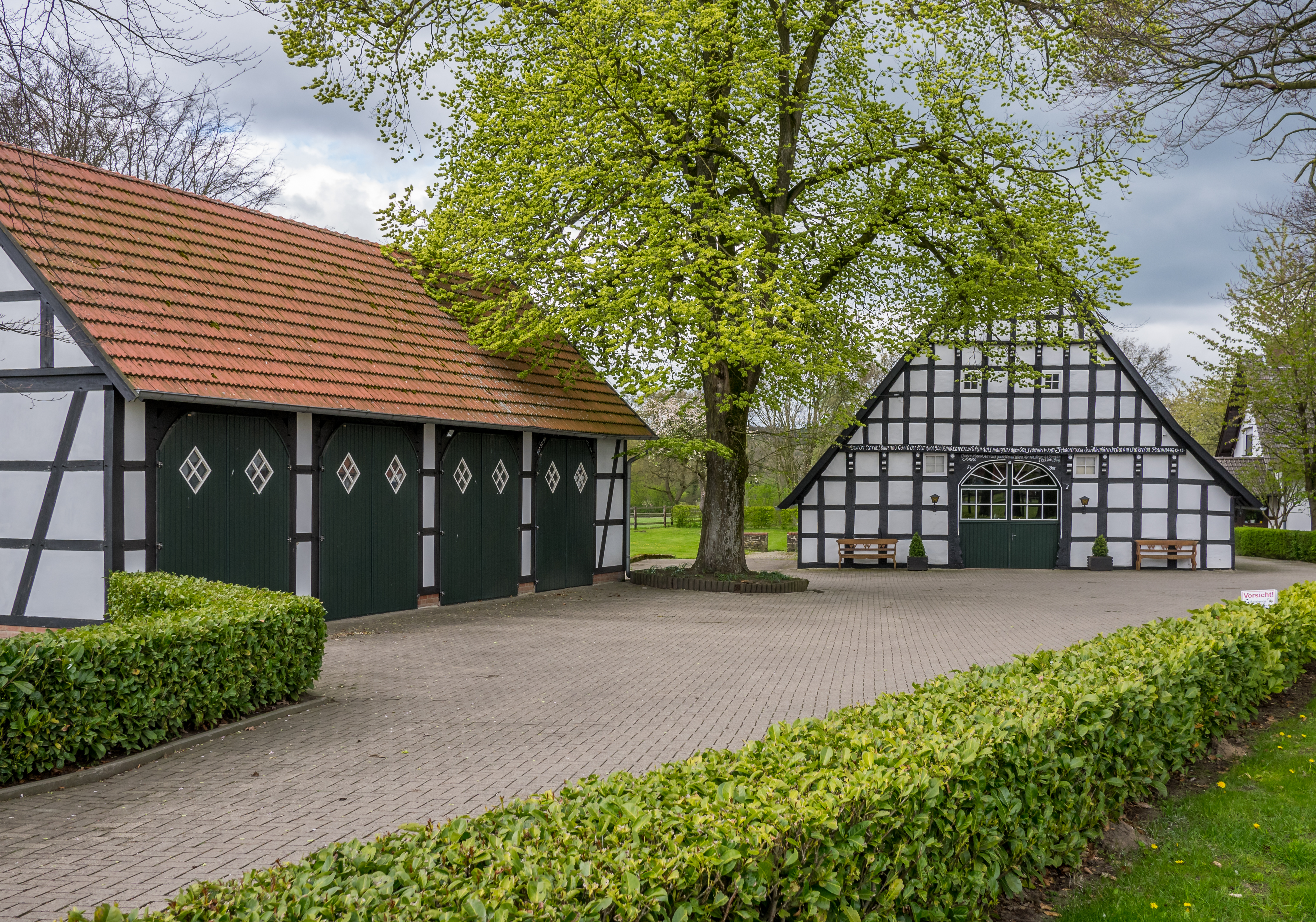
Fassadengliederung: Historischer Giebel (Bauernhof Ostercappeln) mit Dielentor
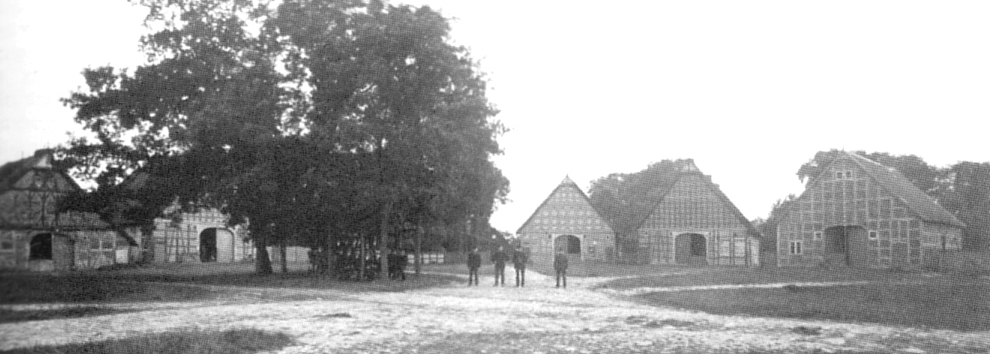
Traditionelle Gebäudeform und Fassadengliederung: Höfe in Schreyahn (Foto 1904) mit Rechteckgrundriss und ungegliedertem Dach sowie traditionellem Giebel mit großem Dielentor und wenigen, kleinen Fensteröffnungen

### Bauzeitlicher Innenausbau
Die Beleuchtungskörper sowie die Beschläge der Fenster, Türen und Schränke wurden laut der Beschreibungen in den Werkheften von Hand geschmiedet. Auch die Möbel der Scharräume wurden individuell entworfen und handwerklich gefertigt. Wohnstubenartig wirkten die Sitzecken und die Fenstervorhänge aus bedrucktem Halbleinen.
Die Feierhalle des HJ-Heims

Link zum Bild

Beabsichtigt war, mit der Gestaltung der Feierhalle die pseudoreligiöse Überhöhung der nationalsozialistischen Kulte zu stützen. Eine Entwurfsskizze zum HJ-Heim Melle zeigt einen zweigeschossigen Raum mit imposanten, aus mehreren Hölzern zusammengefügten Stützen. Dahinter liegen beidseitig eingeschossige Seitenschiffe. An der Giebelwand gibt es eine Empore für den Fanfarenzug oder Chöre. Ausgeführt wurde ein stützenloser Raum mit einer Binderkonstruktion, die sichtbar im Raum lag. Bei dem scheunenartigen Gebälk handelte es sich nicht um Scheinkonstruktionen, sondern um statisch wirksame Tragwerke. Der Feierraum wurde giebelseitig in der Mittelachse betreten. Gegenüber dem Eingang lag eine symmetrische Treppe mit zwei spiegelbildlich angeordneten Treppenläufen. Das Treppenpodest diente als Rednerpult. Dahinter lag ein kleiner Flur, in dem vermutlich eine Hitlerbüste platziert wurde.